# 愛情白皮書 (2019年電視劇)
《愛情白皮書》（英語：Brave to Love），2019年東森電視自製戲劇系列之第十五部作品，星勢力娛樂製作，張庭瑚、王淨、宋柏緯、謝翔雅、吳岳擎領銜主演。2018年12月4日舉行卡司發布記者會，2019年2月2日殺青。改編自日本漫畫家柴門文的漫畫作品《愛情白皮書》。台視主頻於3月9日晚上10點首播，LINE TV於每週六晚間11點30分上架，東森綜合台於3月10日晚間播出，愛奇藝於每週日上午10點播出，台灣大哥大myVideo於每週日晚上11點半播出，遠傳電信friDay影音每周一上午10點更新播出，KKTV、LiTV 線上影視、friDay影視於每週一中午12:00更新播出。接檔《艾蜜麗的五件事》，劇末播出幕後花絮《友情黑皮書》。

## 播出時間

### 首播
| 頻道/影音     | 所在地              | 播出日期      | 播出時間                                          |
| ------------- | ------------------- | ------------- | ------------------------------------------------- |
| 台視主頻      | 臺灣                | 2019年3月9日  | 每週六 22:00－23:30                               |
| LINE TV       | 臺灣                | 2019年3月9日  | 每週六 23:30 上架                                 |
| 東森綜合台    | 臺灣                | 2019年3月10日 | 每週日 20:00－21:30 （3月10日為22:00－23:30播出） |
| myVideo       | 臺灣                | 2019年3月10日 | 每週日 23:30 上架                                 |
| 愛奇藝        | 臺灣                | 2019年3月10日 | 每週日 10:00 上架                                 |
| friDay影音    | 臺灣                | 2019年3月11日 | 每週一 12:00 上架                                 |
| KKTV          | 臺灣                | 2019年3月11日 | 每週一 12:00 上架                                 |
| LiTV 線上影視 | 臺灣                | 2019年3月11日 | 每週一 12:00 上架                                 |
| 靖天戲劇台    | 臺灣                |               |                                                   |
| dimsum        | 马来西亚 · 新加坡 · | 2019年3月9日  | 每週六 22:30 上线                                 |

### 重播
| 頻道       | 所在地 | 播出日期      | 播出時間            |
| ---------- | ------ | ------------- | ------------------- |
| 台視主頻   | 臺灣   | 2019年3月15日 | 每週五 23:35－01:05 |
| 台視主頻   | 臺灣   | 2019年3月17日 | 每週日 16:30－17:57 |
| 台視綜合台 | 臺灣   | 2019年3月17日 | 每週日 13:00－14:30 |
| 東森綜合台 | 臺灣   | 2019年3月11日 | 每週一 02:00－03:30 |
| 東森綜合台 | 臺灣   | 2019年3月16日 | 每週六 15:30－17:00 |
| 東森超視   | 臺灣   | 2019年3月16日 | 每週六 20:00－21:30 |

## 劇情大綱
本劇改編自日本知名漫畫家柴門文作品，並將原創故事結合現今社會生活。
曾是大學社團「明日會」好友的袁成美、歐陽掛居、瞿守治、季星華和趙松岡，在畢業後五年，都邁入事業的第一個轉折點。
成美因為想起掛居說的話，而決定面試新工作，因此遇見上司邱庭，工作上邱庭嚴厲的要求，使得她面臨重重考驗，但邱庭卻也愛上了成美。
成美也幫星華一起撫養小良，因為松岡與星華發生一夜情後，松岡就車禍身亡，留下星華與肚子裡的孩子。
述說著歐陽掛居、袁成美、瞿守治、季星華、趙松崗五位好友的愛情與友情之間的選擇。

## 演員列表

### 主要演員
| 演員   | 角色     | 原作角色   | 介紹 | 登場集數            |
| 張庭瑚 | 歐陽掛居 | 掛居保     | 律師事務所前助理律師，「明日會」成員之一，喜歡袁成美，和成美曾經分手兩次，早熟內斂的心，溫柔憂鬱的外表，因為成長環境，讓他的感情世界總有著許多道牆。目前律師離職去日本工作。於14集跟成美復合。後跟成美結婚生下兩個小孩幫忙照顧小良 | 全劇                |
| 王淨   | 袁成美   | 園田成美   | 行動支付公司前行銷，「明日會」成員之一，小良的媽咪，喜歡歐陽掛居，後來因為孟京京再度出現而與掛居分手，天真執著，有著一顆單純卻任性少女心，是個勇敢愛、學習愛的現代女孩。和掛居第二次分手後，因氣憤，所以和邱庭在一起，原本已要結婚，但後覺得邱庭很自私，所以和邱庭提分手和離職，離職後到日本找掛居。於14集跟掛居復合。後跟掛居結婚生下兩個小孩幫忙照顧小良                             | 全劇                |
| 宋柏緯 | 瞿守治   | 取手治     | 直播平台主創，「明日會」成員之一，曾經喜歡袁成美，和成美有一段感情，後決定放手，樂觀幽默，勇敢嘗新，但缺乏耐性，大學時期「明日會」社團的中心人物，畢業五年後，故事從他回台灣再度開始。把松崗的遺言當成自己的任務，希望掛居和成美可以幸福美滿。喜歡林美嘉，於11集倆人開始交往，是美嘉肚子裡面寶寶的爸爸。因為美嘉希望瞿爸答應，所以和爸爸解決問題後，瞿爸答應，後跟美嘉結婚生下一個小孩 | 全劇                |
| 謝翔雅 | 季星華   | 東山星香   | 前心理諮商師，「明日會」成員之一，小良的親生媽媽，喜歡趙松岡，因和松崗在大二時發生關係，所以懷有小良，理智冷靜，現在是一個單親媽媽，與成美一直相互扶持，工作外，小良是她的生活重心。因為康澤的追求，所以於第9集和康澤在一起，於13集康澤發現與松崗的合照後，倆人分開，於15集康澤到日本找自己，倆人決定重新面對彼此，後去美國工作遇見跟康澤交往                                          | 全劇                |
| 吳岳擎 | 趙松岡   | 松岡純一郎 | 「明日會」成員之一，小良的爸爸，喜歡歐陽掛居，把星華當最好的朋友，希望生命中最重要的兩個人，星華與掛居都可以幸福，第5集和掛居告白失敗，後因星華的安慰，情緒激動，和星華發生關係，家境富裕，家教甚嚴，心思細密、敏感，總是洞悉明日會成員心思，但始終無法真正自主，做自己，大學時期車禍身亡。遺言和瞿守說，希望他放棄成美，因為只有掛居適合成美。 （1992年10月17日-2013年4月5日）        | 1-2,5,13,15（回憶） |
| 吳岳擎 | 沈康澤   | 不適用     | 雜誌總編輯兼作家，長期被母親控制事業和交往對象，因失眠而找季星華心理諮商。在季星華身上找到可依賴的人，因而喜歡季星華。於9集和星華在一起，13集發現星華和松崗的合照，認為自己只是星華對松崗替代品，和星華分開，於15集因瞿守的幫忙，到日本找星華，倆人決定重新面對彼此，後去出國留學遇見跟星華交往                                                                                        | 5-15                |

### 其他演出
| 演員   | 角色   | 原作角色 | 介紹 | 登場集數         |
| 陳希瑀 | 林美嘉 | 不適用   | 律師事務所擔任助理工作，事務所老闆的外甥女，直播平台網紅。大喇喇又率真的個性，慢慢吸引守治的注意，最後在直播事業的長期合作下，兩人關係開始有些化學變化。喜歡瞿守治倆人正在交往，有了守治的寶寶。後跟瞿守結婚生下一個小孩 | 全劇             |
| 廖宇飛 | 季空良 | 東山空良 | 暱稱小良，松岡與星華之子，是星華的牽絆也是溫暖的力量，也是明日會成員的共同寶貝。 | 全劇             |
| 陳雪甄 | 吳慧倫 | 不適用   | 愛慕掛居。 | 1-7,12           |
| 陳雪甄 | 吳慧倫 | 不適用   | 律師，掛居的同事。 | 1-7,12           |
| 張盟   | 許俊男 | 不適用   | 1-2,4-7,12 |                  |
| 陳璇   | Sharon | 不適用   | 行動支付職員，成美的同事。 | 2-10,12-13,15    |
| 莊傑評 | Henry  | 不適用   | 行動支付職員，成美的同事。 | 2,4-6,8-10,12-13 |
| 華天灝 | Jason  | 不適用   | 行動支付職員，浩哥的對手 | 1,5-6,8-10,12-14 |

### 客串演出
| 演員   | 角色          | 原作角色 | 介紹                                                   | 登場集數         |
| 俞韶鈞 | 胡凱文        | 不適用   | 守治的同事，大學時期研發的看護機器人被德永抄襲         | 1,3,5,9-10,12-13 |
| 劉子睿 | 林曉峻        | 不適用   | 掛居當事人，跟一同夥去吸毒                             | 1-3              |
| 楊閔   | Ava           | 不適用   | 邱庭的下屬，請生產假                                   | 1-2,10,12-13,15  |
| 何潔柔 | Dennis/Denise | 不適用   | 邱庭的女兒，邱庭與前妻分居後歸前妻所有，長期分隔兩地。 | 6,10             |
| 何潔柔 | Dennis/Denise | 不適用   | 邱庭的女兒，邱庭與前妻分居後歸前妻所有，長期分隔兩地。 | 12               |
| 張景嵐 | 書記官        | 不適用   | 侵權案的書記官                                         |                  |

### 特別演出
| 演員   | 角色   | 原作角色 | 介紹 | 登場集數      |
| 王傳一 | 邱庭   | 秋庭宗輔 | 市場行銷專家，商場上的菁英，果斷、自信、霸氣，也同樣反應在感情上，萬人迷的他，是成美的新上司，但卻意外被成美的單純、熱情深深觸動。曾經有過一段婚姻並育有Denise，後來因為出軌而分居，但前妻堅決不簽下離婚協議書。原本已要和成美結婚，但後來成美和自己提分手與離職，所以最後決定放手。 | 1-13          |
| 李國毅 | 薛明鋒 | 不適用   | 冷靜、帥氣、專業於一身的金牌律師，掛居在律師事務所的前輩，也是掛居心中的嚴師，對於掛居，嚴格的同時，總有細心、柔軟，展現暖男的另一面，後來因立場不合而自立門戶。 | 1-2,4-6,11-12 |
| 魏蔓   | 孟京京 | 町田京子 | 35歲（1984年-2019年），知性、美麗、成熟集一身的美女，是掛居大學時期的圖書館管理員，對於愛情，她有自主的絕對自信，不在乎世俗的眼光，是個謎一般的魅力女子。因患有末期癌症而打算找掛居一同度過她人生最後的歲月，最後在掛居的懷裡逝世。                                                  | 4,6-11        |

### 友情演出
| 演員   | 角色       | 原作角色 | 介紹 | 登場集數      |
| 柯淑勤 | 歐陽淑文   | 掛居光子 | 歐陽掛居的母親，曾經是舞小姐。 | 1,3,4,6,11-15 |
| 應蔚民 | 浩哥       | 不適用   | 行動支付業務部職員 | 1,6           |
| 連奕琦 | 補習班老師 | 不適用   | 掛居、成美一起上補習班的老師 | 2             |
| 林鶴軒 | 曉峻友人   | 不適用   | 叫曉峻買毒，攻擊掛居 | 2             |
| 林道遠 | 寶哥       | 不適用   | 麵包店老闆，約聘曉峻做工作 | 3             |
| 楊志龍 | 債哥       | 不適用   | 叫守治討債 | 3             |
| 楊志龍 | 債哥       | 不適用   | 叫守治討債 | 4             |
| 龍劭華 | 猴董       | 不適用   | 淑文的好友，認識掛居幫守治扛債。 |               |
| 梁正群 | Johnny     | 不適用   | 直播公司老闆。 | 5-6           |
| 梁以辰 | Rebecca    | 不適用   | 邱庭的朋友。 | 5-6           |
| 梁以辰 | Rebecca    | 不適用   | 邱庭的朋友。 | 5,6,9,14      |
| 米凱莉 | 松崗母     | 不適用   | 趙松岡的母親。 | 5,12-15       |
| 魯文學 | 松崗父     | 不適用   | 趙松岡的父親。 | 5,13-15       |
| 六月   | 房仲       | 不適用   | 幫孟京京找房屋簽約。 | 6             |
| 朱德剛 | 瞿立德     | 不適用   | 沈康澤的大學教授，瞿守治的父親。 | 7-8,12-15     |
| 黃采儀 | 瞿守母     | 不適用   | 瞿守治的母親。 | 13-14         |
| 陳婉婷 | Miranda    | 不適用   | 邱庭的妻子，獨自撫養著Denise，儘管已與邱庭分居幾年，但由於對邱庭出軌的厭惡感，堅決不簽下離婚協議書讓邱庭永遠沒辦法與其他女人結婚。在邱庭的計劃之下於12集碰上初戀男友，並同意與邱庭離婚。 | 10,12         |
| 洪綺陽 | 康澤母     | 不適用   | 沈康澤的母親。 | 11            |
| 姜康哲 | 秘書       | 不適用   | 德永的董事長秘書。 | 12-14         |
| 傅雷   | 譚慕德     | 不適用   | 歐陽掛居的生父，德永的董事長。當年曾經與歐陽淑文發生婚外情。 | 12-13,15      |
| 傅小芸 | 陽陽       | 不適用   | 趙松岡表妹。 | 12-14         |
| 連俞涵 | 店員       | 不適用   | 戶外酒吧店員。 | 14            |
| 鍾政均 | 王律師     | 不適用   | 松崗父專屬律師。 | 15            |

## 電視劇歌曲
| 曲別   | 歌名                         | 演唱者                 | 作詞   | 作曲   |
| 片頭曲 | 青春                         | 張庭瑚、宋柏緯、吳岳擎 | 宋柏緯 | 宋柏緯 |
| 片尾曲 | 我不該哭                     | 何芸娜                 | 宋柏緯 | 宋柏緯 |
| 插曲   | 我不該哭                     | 宋柏緯                 | 宋柏緯 | 宋柏緯 |
| 插曲   | 青春（清新明亮版、不插電版） | 宋柏緯                 | 宋柏緯 | 宋柏緯 |
| 插曲   | Baby Come Back To Me         | 荒山亮                 | 荒山亮 | 荒山亮 |
| 插曲   | 總有一天                     | 王淨、謝翔雅           | 何芸娜 | 樂夏   |
| 插曲   | 影子二缺一                   | 卓義峰                 | 淺紫   | 都智文 |

## 分集標題
| 話數 | 播出日期      | 標題             |
| 1    | 2019年3月9日  | 舊情人           |
| 2    | 2019年3月16日 | 昨天的明日       |
| 3    | 2019年3月23日 | 你是我的唯一     |
| 4    | 2019年3月30日 | 再說一次我愛你   |
| 5    | 2019年4月6日  | 屬於我們的美好   |
| 6    | 2019年4月13日 | 颱風眼裡的幸福   |
| 7    | 2019年4月20日 | 茉莉花與仙人掌   |
| 8    | 2019年4月27日 | 靠近你離開你     |
| 9    | 2019年5月4日  | 愛讓我掉進了深淵 |
| 10   | 2019年5月11日 | 目送著青春遠去   |
| 11   | 2019年5月18日 | 用悲喜書寫的人生 |
| 12   | 2019年5月25日 | 放下放不下       |
| 13   | 2019年6月1日  | 謝謝你愛過我     |
| 14   | 2019年6月8日  | 看見明日的曙光   |
| 15   | 2019年6月15日 | 明日會的最終報告 |

## 收視率
| 臺灣 臺灣電視台 首播收视率 （AC尼爾森） |               |        |      |      |
| 集數                                    | 播出日期      | 收视率 | 排名 | 備註 |
| 1                                       | 2019年3月9日  | 0.75   | 6    |      |
| 2                                       | 2019年3月16日 | 0.63   | 6    |      |
| 3                                       | 2019年3月23日 | 0.65   | 6    |      |
| 4                                       | 2019年3月30日 | 0.70   | 5    |      |
| 5                                       | 2019年4月6日  | 0.46   | 6    |      |
| 6                                       | 2019年4月13日 | 0.61   | 6    |      |
| 7                                       | 2019年4月20日 | 0.59   | 6    |      |
| 8                                       | 2019年4月27日 | 0.58   | 6    |      |
| 9                                       | 2019年5月4日  | 0.58   | 6    |      |
| 10                                      | 2019年5月11日 | 0.61   | 6    |      |
| 11                                      | 2019年5月18日 | 0.50   | 6    |      |
| 12                                      | 2019年5月25日 | 0.50   | 6    |      |
| 13                                      | 2019年6月1日  | 0.76   | 5    |      |
| 14                                      | 2019年6月8日  | 0.62   | 6    |      |
| 15                                      | 2019年6月15日 | 0.57   | -    |      |
| 平均收視率                              | 平均收視率    | 0.61   |      |      |

1. 同时段或交叉时段主要节目：
  - 華視《天才衝衝衝》
  - 中視《綜藝玩很大》
  - 民視《舞力全開》
  - 三立都會台《你有念大學嗎？》／《月村歡迎你》
  - 公視《魂囚西門》／《我們與惡的距離》／《生死接線員》
  - 東森綜合台《綜藝大熱門》／《如果愛，重來》
2. 数据由AGB尼爾森調查，調查範圍是四歲以上收看電視之觀眾。
3. 資料來源：台灣-偶像劇場、凱絡媒體週報。

## 製作團隊
- 導演：李芸嬋、林君陽
- 出品人：林文淵
- 總監製：楊秋蘭、郭元冲、賴秀貞
- 製作人：劉瑋慈、陳啟銘
- 監製：呂承嬡
- 編審：邱詩怡
- 企劃：陳嘉涵
- 編劇：劉瑋慈、溫郁芳、陳妤柔、劉蕊瑄
- 製作公司：星勢力娛樂
- 冠名贊助
  - 台視：大誠保險經紀人(第13集起)
  - 東森：LUDEYA微臻琥珀霜

## 大事記
- 2018年12月4日，舉行卡司發布記者會。
- 2019年2月2日，全劇殺青。
- 2019年3月8日，舉辦首映會。 [4]
- 2019年3月9日，台視主頻首播。
- 2019年3月10日，東森綜合台首播。
- 2019年6月15日，台視主頻播出最終回。
- 2019年6月16日，東森綜合台播出最終回。

## 外部連結
- 官方网站－台視
- 官方网站－東森
- 愛情白皮書的Facebook專頁
- 東森創作的Instagram帳戶
- YouTube上的東森創作頻道
- 愛情白皮書 （页面存档备份，存于） - friDay影音
- 愛情白皮書 （页面存档备份，存于）－LINE TV
- 愛情白皮書 （页面存档备份，存于）－myVideo

| 臺灣 台視主頻 周六優質戲劇                      | 臺灣 台視主頻 周六優質戲劇                                                                                      | 臺灣 台視主頻 周六優質戲劇 |
| ----------------------------------------------- | --- | -------------------------- |
|                                                 | 愛情白皮書 （2019年3月9日－2019年6月15日）                                                                      |                            |
| 艾蜜麗的五件事 （2018年11月24日－2019年3月2日） | 聲林百萬金曲榜 （2019年6月22日）第30屆金曲獎頒獎典禮 （2019年6月29日）男神時代 （2019年7月6日－2019年10月12日） |                            |

| 臺灣 東森綜合台 每週日 22:00 - 23:30 · 3月17日起，改為20:00 - 21:30 | 臺灣 東森綜合台 每週日 22:00 - 23:30 · 3月17日起，改為20:00 - 21:30                                   | 臺灣 東森綜合台 每週日 22:00 - 23:30 · 3月17日起，改為20:00 - 21:30 |
| ------------------------------------------------------------------- | --- | ------------------------------------------------------------------- |
|                                                                     | 愛情白皮書 （2019年3月10日－2019年6月16日）                                                           |                                                                     |
| 艾蜜麗的五件事 （2018年11月25日－2019年3月3日）                     | 2分之一強（20:00 - 21:00） （2019年6月23日－至今）全民星攻略（21:00 - 22:00） （2019年6月23日－至今） |                                                                     |

| 臺灣 東森超視 每週六 20:00 - 21:30         | 臺灣 東森超視 每週六 20:00 - 21:30          | 臺灣 東森超視 每週六 20:00 - 21:30 |
| ------------------------------------------ | ------------------------------------------- | ---------------------------------- |
|                                            | 愛情白皮書 （2019年3月16日－2019年6月22日） |                                    |
| 公主我來了 （2018年12月8日－2019年3月9日） | 男神時代 （2019年7月13日－2019年10月19日）  |                                    |

| 臺灣 東森戲劇台 每週六 20:00 - 22:00     | 臺灣 東森戲劇台 每週六 20:00 - 22:00       | 臺灣 東森戲劇台 每週六 20:00 - 22:00 |
| ---------------------------------------- | ------------------------------------------ | ------------------------------------ |
|                                          | 愛情白皮書 （2021年5月8日－2021年7月24日） |                                      |
| 麻醉風暴 （2021年4月17日－2021年5月1日） | 如朕親臨 （2021年7月31日－）               |                                      |